# Wallis Simpson
Wallis, vojvodinja Windsorska (rojena kot Bessie Wallis Warfield; poročena kot Wallis Spencer in Wallis Simpson), ameriška salonska dama in plemkinja, * 19. junij 1896,  Blue Ridge Summit, Pensilvanija, ZDA, † 24. april 1986, Pariz, Francija.
Njen tretji mož princ Edward, vojvoda Windsorski (oz. Edvard VIII. Britanski) se je odpovedal prestolu, da se je lahko poročil z njo.
Po zgodnji smrti očeta so jo preživljali bogati sorodniki. Prvič se je poročila leta 1916 z ameriškim mornariškem častnikom Winom Spencerjem, ki je bil večkrat dalj časa odsoten, zato sta se leta 1927 ločila. Leta 1934, v času svoje druge poroke z Ernestom Simpsonom, je domnevno postala ljubimka Edwarda, princa Walesa. Dve leti za tem, ko je Edward zasedel prestol, se je drugič ločila, da bi se poročila z njim.
Kraljeva odločitev, da se poroči z žensko, ki je imela dva še živeča nekdanja moža, je povzročila ustavno krizo v Združenem kraljestvu in je pripeljalo do njegove odpovedi prestolu decembra 1936. Njegov naslednik Jurij VI. ga je imenoval za vojvodo Windsorskega, šest mesecev za tem sta se poročila.
Pred, med in po drugi svetovni vojni sta bila vojvoda in vojvodinja Windsorska osumljena za simpatizerja nacizma. Leta 1936 jo je revija Time izbrala za osebnost leta. Leta 1937 sta obiskala Nemčijo in se srečala z Adolfom Hitlerjem. Leta 1940 je bil vojvoda imenovan za guvernerja Bahamov in par se je preselil na Bahame do leta 1945. V petdesetih in šestdeset letih sta živela med Evropo in ZDA kot zvezdnika. Po smrti vojvode leta 1972 je vojvodinja živela v osami in se je redko kazala v javnosti. Njeno privatno življenje je sprožalo številne govorice.